# Raja Permaisuri Agong

Hiệu kỳ Hoàng gia của Raja Permaisuri Agong

Raja Permaisuri Agong; (Jawi: راج ڤرمايسوري اݢوڠ; tước hiệu đầy đủ: Seri Paduka Baginda Raja Permaisuri Agong; سري ڤدوک بݢيندا راج ڤرمايسوري اݢوڠ, là tước hiệu vợ của Yang di-Pertuan Agong, theo Hiến pháp là nguyên thủ quốc gia Malaysia.

## Thuật ngữ và quyền hạn
Vớic tước hiệu  "Yang di-Pertuan Agong" thường được phiên dịch sang tiếng Việt  là "Vua", nên tước hiệu "Raja Permaisuri Agong" thường được dịch là "Hoàng hậu". Permaisuri trong tiếng Malay có nguồn gốc từ Tamil பரமேஸ்வரி (paramēsvari), từ Sanskrit परमेश्वरी (parameśvarī), là 'quý bà tối cao'.
Raja Permaisuri Agong đứng ưu tiên sau chồng mình, Yang di-Pertuan Agong, trong thứ tự ưu tiên của Malaysia.

## Địa vị, chức năng, và đặc quyền
Yang di-Pertuan Agong được bầu (de facto xoay vòng)  5 năm trong số 9 tiểu vương cha truyền con nối của các tiểu quốc của Malaysia. Khi tiểu vương đươợc bầu làm Yang di-Pertuan Agong, vợ của tiểu vương lập tức trở thành Raja Permaisuri Agong. Trong thực tế, người giữ chức danh Raja Permaisuri Agong thay đổi 5 năm, mặc dù nó có thể xảy ra sớm hơn do cái chết hoặc sự từ chức của Vua Malaysia.
Giống như nhiều người vợ hoặc chồng của người đứng đầu nhà nước, các Raja Permaisuri Agong đã không quy định vai trò trong Hiến pháp Malaysia. Hoàng hậu đi cùng Vua Malaysia với chức năng chính thức và trong chuyến thăm cấp nhà nước, cũng như chủ nhà trong chuyến thăm của các nguyên thủ quốc gia khác tới. Điều 34 của Hiến pháp Malaysia cấm bất cứ Raja Permaisuri Agong nắm giữ bất kỳ chức vụ nào mang lại thù lao hoặc tham gia vào bất cứ doanh nghiệp thương mại nào. Raja Permaisuri Agong về mặt pháp lý vẫn được hưởng mức sống tương đương với Yang di-Pertuan Agong.
Người từng sở hữu chức vụ Raja Permaisuri Agong có chồng qua đời được hưởng phụ cấp của chính quyền Liên bang. Họ cùng được ưu tiên ngay sau Yang di-Pertuan Agong, Raja Permaisuri Agong, với các tiểu vương, và Yang di-Pertua Negeri của các tiểu bang.

## Danh sách Raja Permaisuri Agong
Những phu nhân sau đây từng là Raja Permaisuri Agong:
| Thứ tự | Tên                                                       | Tiểu quốc       | Trị vì                  | Sinh       | Mất        | Yang di-Pertuan Agong               |
| ------ | --------------------------------------------------------- | --------------- | ----------------------- | ---------- | ---------- | ----------------------------------- |
| 1      | Tunku Kurshiah binti Almarhum Tunku Besar Burhanuddin     | Negeri Sembilan | 31/8/1957 – 1/4/1960    | 16/5/1911  | 2/2/1999   | Tuanku Abdul Rahman                 |
| 2      | Raja Jemaah binti Almarhum Raja Ahmad                     | Selangor        | 14/4/1960 – 1/9/1960    | 16/5/1911  | 8/4/1973   | Sultan Hisamuddin Alam Shah         |
| 3      | Tengku Budriah binti Tengku Ismail                        | Perlis          | 21/9/1960 – 20/9/1965   | 18/3/1924  | 28/11/2008 | Tuanku Syed Putra                   |
| 4      | Tengku Intan Zaharah binti Tengku Omar                    | Terengganu      | 21/9/1965 – 20/9/1970   | 13/4/1928  | 24/1/2015  | Sultan Ismail Nasiruddin Shah       |
| 5      | Tunku Bahiyah binti Almarhum Tuanku Abdul Rahman          | Kedah           | 21/9/1970 – 20/9/1975   | 24/8/1930  | 26/8/2003  | Tuanku Abdul Halim                  |
| 6      | Tengku Zainab II binti Tengku Muhammad Petra              | Kelantan        | 21/9/1975 – 29/3/1979   | 7/8/ 1917  | 10/1/1993  | Sultan Yahya Petra                  |
| 7      | Tengku Hajjah Afzan binti Tengku Panglima Perang Muhammad | Pahang          | 29/3/1979 – 25/4/1984   | 4/12/1933  | 29/6/1988  | Sultan Ahmad Shah Al-Mustain Billah |
| 8      | Tengku Zanariah binti Tengku Panglima Raja Ahmad          | Johor           | 26/4/1984 – 25/41989    | 5/7/1940   |            | Sultan Iskandar                     |
| 9      | Tuanku Bainun binti Mohamad Ali                           | Perak           | 26/4/1989 – 25/4/1994   | 7/11/1932  |            | Sultan Azlan Muhibbuddin Shah       |
| 10     | Tunku Najihah binti Almarhum Tunku Besar Burhanuddin      | Negeri Sembilan | 26/4/1994 – 25/4/1999   | 11/9/1924  |            | Tuanku Jaafar                       |
| 11     | Tuanku Siti Aishah binti Abdul Rahman                     | Selangor        | 26/4/1999 – 21/11/ 2001 | 18/11/1971 |            | Sultan Salahuddin Abdul Aziz        |
| 12     | Tuanku Fauziah binti Almarhum Tengku Abdul Rashid         | Perlis          | 13/12/2001 – 12/12/2006 | 6/6/1946   |            | Tuanku Syed Sirajuddin              |
| 13     | Tuanku Nur Zahirah (Rozita binti Adil Bakeri)             | Terengganu      | 13/12/2006 – 12/12/2011 | 7/12/1973  |            | Tuanku Mizan Zainal Abidin          |
| 14     | Tuanku Hajah Haminah binti Hamidun                        | Kedah           | 13/12/2011 – 12/12/2016 | 15/7/1953  |            | Tuanku Abdul Halim1                 |
| 15     | Tunku Azizah Aminah Maimunah Iskandariah                  | Pahang          | 31/01/2019 – nay        | 05/08/1960 |            | Al-Sultan Abdullah                  |

1.^  Tuanku Abdul Halim là Yang di-Pertuan Agong trị vì 2 lần. Sultanah Haminah là vợ thứ hai của ông từ năm 1975.